# Google Voice Search
Google Voice Search або просто Голосовий пошук є продуктом компанії Google, який дозволяє будь-кому використовувати Google Search (Пошук), промовляючи слова на мобільному телефоні або комп'ютері. Наприклад, маючи пристрій для пошуку даних, можна вводити інформацію, диктуючи її.
Існує також Voice Action (голосова дія), що дозволяє виконувати голосові команди на телефоні Android. Проте на цей час ця функція обмежена лише кількома мовами: американський, британський та індійський варіант англійської, філіппінська, французька, італійська, німецька та іспанська мови.

## Google Voice Search на Google.com
14 червня 2011 на своєму сайті Inside Google Search компанія Google оголосила про новий сервіс Voice Search, що розпочне свою роботу на Google.com найближчими днями.
Google підтримав цю ідею, але тільки в роботі з браузером Google Chrome.

## Історія
Google Voice Search був інструментом від Google Labs (Лабораторія Google), що давав можливість використовувати телефон, щоб зробити Google запит. Після того, як користувач подзвонив на (650) 623-6706, номер пошукової системи Google Voice, йому треба буде сказати «Say your Search Keywords» («Скажи ключові слова пошуку»), а потім повторити в голос ці ж ключові слова. Далі треба було оновити сайт або натиснути на посилання, щоб перейти на сторінку запиту користувача, тобто на сторінку з пошуком. На цей час, як демо-версія цього сервісу, так і сайт були закриті. З моменту представлення сервісу продукти Google, такі як GOOG-411, Google Maps і Google Mobile App, розроблялися для різного використання технології розпізнавання голосу.

## Підтримка мов
Наступні мови та їхні варіанти частково підтримуються в Google Voice Search:
- Абазинська з 2021 року
- Азербайджанська з 2017 року[5]
- Албанська з 2020 року
- Амхарська з 2017 року[5]
- Англійська (Австралія, Канада, Індія, Нова Зеландія, Південна Африка, Велика Британія, США) запущено з 2008 року
- Арабська (7 діалектів) з 2011 року[6]
- Африкаанська з 2010 року[7]
- Баскська з 2012 року[8]
- Бенгальська з 2017 року[5]
- Бірманська з 2018 року[5]
- Болгарська з 2012 року[8]
- Вірменська з 2017 року[5]
- Галісійська з 2012 року[8]
- Гуджараті з 2017 року[5]
- Грузинська з 2017 року[5]
- Зулу з 2010 року[7]
- Іврит з 2011 року[6]
- Ісландська з 2012 року[8]
- Іспанська (Аргентина, Болівія, Чилі, Колумбія, Коста-Рика, Домініканська Республіка, Еквадор, Сальвадор, Гватемала, Гондурас, Мексика, Нікарагуа, Панама, Парагвай, Перу, Пуерто-Рико, Іспанія, США, Уругвай, Венесуела) з 2010 року[9] і латиноамериканська іспанська з 2011 року[10]
- Італійська з 2010 року[9]
- Індонезійська з 2011 року[10]
- Каннада з 2017 року[5]
- Каталонська з 2012 року[8]
- Корейська з 2010 року[11]
- Киргизька з 2022 року
- Китайська (традиційна Тайвань, спрощена китайська, спрощена Гонконг) з 2009 року[12]
- Курдська з 2021 року
- Кхмерська з 2017 року[5]
- Лаоська з 2017 року[5]
- Латинська
- Латиська з 2017 року[5]
- Люксембурзька з 2020 року
- Македонська з 2020 року
- Малайська з 2011 року[10]
- Малаялам з 2017 року[5]
- Маратхі з 2017 року[5]
- Монгольська з 2020 року
- Непальська з 2017 року[5]
- Нідерландська з 2010 року[10]
- Німецька починаючи з 2010 року[9]
- Норвезька з 2012 року[8]
- Польська з 2010 року[13]
- Pig Latin 1 квітня 2011 року[14], але ця мова була насправді додана не тільки тому, що був День сміху, хоча вона в не офіційному списку
- Португальська (Бразильська, Європейська починаючи з 2012 року[8])
- Румунська з 2012 року[8]
- Російська з 2010 року[13]
- Сербська з 2012 року[8]
- Словацька з 2012 року[8]
- Турецька з 2010 року[13][12][12][8][8]
- Угорська з 2012 року[8]
- Українська з 2014 року[джерело?]
- Фінська з 2012 року[8]
- Французька з 2010 року[9]
- Чеська з 2010 року[13]
- Шведська з 2012 року[8]
- Юе китайська (традиційна Гонконг) з 2010 року[15]
- Яванська з 2017 року[5]
- Японська з 2009 року[16]

## Інтеграція в інші Google продукти

### Google Карти з голосовим пошуком
Влітку 2008 року Google компанія додала сервіс голосовий пошук для версії BlackBerry Pearl з Google Maps для мобільних пристроїв, що дозволяє користувачам Pearl диктувати те, що вони можуть і написати у пошуковій системі. Див http://www.google.com/mobile/blackberry/maps.html [Архівовано 23 травня 2009 у Wayback Machine.] для отримання додаткової інформації.

### Google Mobile App з підтримкою голосового пошуку
Google Mobile App для Apple та Android пристроїв дозволяє користувачам здійснювати пошук Google за допомогою голосового набору при натисканні на кнопку, кажучи на їх запити. Див http://www.google.com/mobile/apple/app.html [Архівовано 23 травня 2009 у Wayback Machine.] для отримання додаткової інформації. Google також представив голосовий пошук для всіх «Google Experience» Android телефонів з оновленою платформою 1,1, яка включає в себе вбудовану функцію «пошук» у Google віджет.
У листопаді 2008 року Google додав голосовий пошук в Google Mobile App на iPhone. З пізнішим оновленням Google оголосив Voice Search для iPod Touch. Це потребувало 1/3 частину мікрофона.
5 серпня 2009 року T-Mobile запустив MyTouch 3G з Google, яка включає в себе один дотик для того, аби запустити Google Voice Search.

### Google Voice Search в YouTube
Від березня 2010 року бета-покоління голосового пошуку Google використовується на YouTube, що забезпечує додаткове автоматичне набирання тексту на екрані для анотацій відео, де анотації раніше не застосовувались. Ця функція спрямована для людей із вадами слуху і зараз доступна тільки для англомовних користувачів.